# Melanagromyza libratifera
Melanagromyza libratifera är en tvåvingeart som beskrevs av Mitsuhiro Sasakawa 1996. Melanagromyza libratifera ingår i släktet Melanagromyza och familjen minerarflugor. Inga underarter finns listade i Catalogue of Life.